# 黑白追緝令
《黑白追緝令》（英語：Amos & Andrew）是一部1993年美國搭檔動作喜劇片，講述富有的非裔美國劇作家安德魯·斯特林在一座以白人為主的島嶼上購買避暑別墅的故事。電影由E·麥克斯·弗賴伊編劇兼執導（導演處女作），尼古拉斯·凱奇和山繆·傑克森領銜主演，1992年在北卡羅來納州威爾明頓及其周邊地區拍攝。
《黑白追緝令》1993年3月5日在美國上映，由哥倫比亞影業發行；在商業及口碑上皆以失敗作收。

## 演員
- 尼古拉斯·凱奇飾演艾莫斯·奧德爾
- 山繆·傑克森飾演安德魯·斯特林
- 麥可·勒納飾演菲爾·吉爾曼
- 玛格丽特·柯林飾演茱蒂·吉爾曼
- 布拉德·道里夫飾演唐尼·唐納森警官
- 達布尼·柯曼飾演警察局長塞西爾·托利弗
- 吉安卡洛·伊坡托飾演芬頓·布魯奇牧師
- 崔西·華特飾演「獵犬巴布」
- 羅恩·泰勒飾演謝爾曼

## 外部連結
- 互联网电影数据库（IMDb）上《黑白追緝令》的资料（英文）
- 爛番茄上《黑白追緝令》的資料（英文）
- Box Office Mojo上《黑白追緝令》的資料（英文）